# Contea di Kilifi
La contea di Kilifi (in inglese: Kilifi County) è una contea del Kenya situata nell'ex Provincia Costiera.